# Opština Bujanovac
Opština Bujanovac (v srbské cyrilici Општина Бујановац, albánsky Komuna e Bujanocit) je srbská základní jednotka územní samosprávy na jihu země, u hranice s Kosovem a Severní Makedonií, v Preševské dolině. V roce 2002 zde žilo 43 302 obyvatel.
Od roku 2015 je Opština Bujanovac součástí tzv. Společenství albánských opštin.

## Sídla
V opštině se nachází celkem 59 sídel.
| - Baraljevac - Biljača - Bogdanovac - Božinjevac - Borovac - Bratoselce - Breznica - Brnjare - Bujanovac - Buštranje - Čar - Dobrosin - Donje Novo Selo - Drežnica - Đorđevac - Gramada | - Jablanica - Jastrebac - Karadnik - Klenike - Klinovac - Končulj - Košarno - Krševica - Kuštica - Levosoje - Letovica - Lopardince - Lukarce - Lučane - Ljiljance - Mali Trnovac - Muhovac - Negovac - Nesalce - Novo Selo - Oslare - Pretina - Pribovce | - Ravno Bučje - Rakovac - Rusce - Samoljica - Sveta Petka - Sebrat - Sejace - Spančevac - Srpska Kuća - Starac - Suharno - Trejak - Turija - Uzovo - Veliki Trnovac - Vogance - Vrban - Zarbince - Zbevac - Žuželjica |

## Národnostní složení (2002)
- Albánci – 54,69 %
- Srbové – 34,14 %
- Romové – 8,93 %